# Empresa San Vicente S.A.T.
La Empresa San Vicente S.A.T es una empresa de ómnibus del Gran Buenos Aires fundada en 1935 en Burzaco. La empresa se caracterizar por ser una de las que posee mayores recorridos en la zona sur del Gran Buenos Aires. En algunos distritos y localidades (por ejemplo, en el partido de Almirante Brown) es criticada por ser un monopolio.
La línea madre, con la cual comenzó a operar en el año 1935 fue la 79 (ex 109) con un tramo reducido entre el puente Victorino de La Plaza y San Vicente Hasta que medio año después llegaban a Plaza Constitución.
A partir de los años 60 la empresa comenzó a expandirse en el Gran Buenos Aires. Luego del año 2000 con la quiebra de varias Empresas se expandió hacia el interior Bonaerense.
En junio de 2015, el Grupo DOTA compró la mayor parte de las acciones de la empresa San Vicente S.A.T, pasando a operar todas sus líneas. El primer cambio tomado por la nueva gerencia fue cancelar el servicio diferencial de la línea 51 (Constitución - General Belgrano). Posteriormente, redujo recorridos en las Líneas 74 y 79.

## Servicios
Actualmente opera las siguientes líneas de colectivo:
- Línea 51
- Línea 74
- Línea 79
- Línea 177
- Línea 263 (compartida con Expreso Villa Galicia San José S.A)
- Línea 370
- Línea 385
- Línea 388
- Línea 403
- Línea 435
- Línea 503

Hasta 2017, operó las siguientes líneas:
- Línea 506.
- Línea 521.

### Servicios eliminados
Luego de haber sido adquirida en 2015 por el Grupo DOTA, la empresa eliminó distintos servicios. Entre ellos:
- Línea 51 - Ramal Canning
- Línea 51 - Ramal Rafael Calzada
- Línea 51 - Ramal General Belgrano (Semirrápido)
- Línea 79 - Ramal San José/Calzada

Otros servicios vieron reducidas sus frecuencias.

## Imágenes

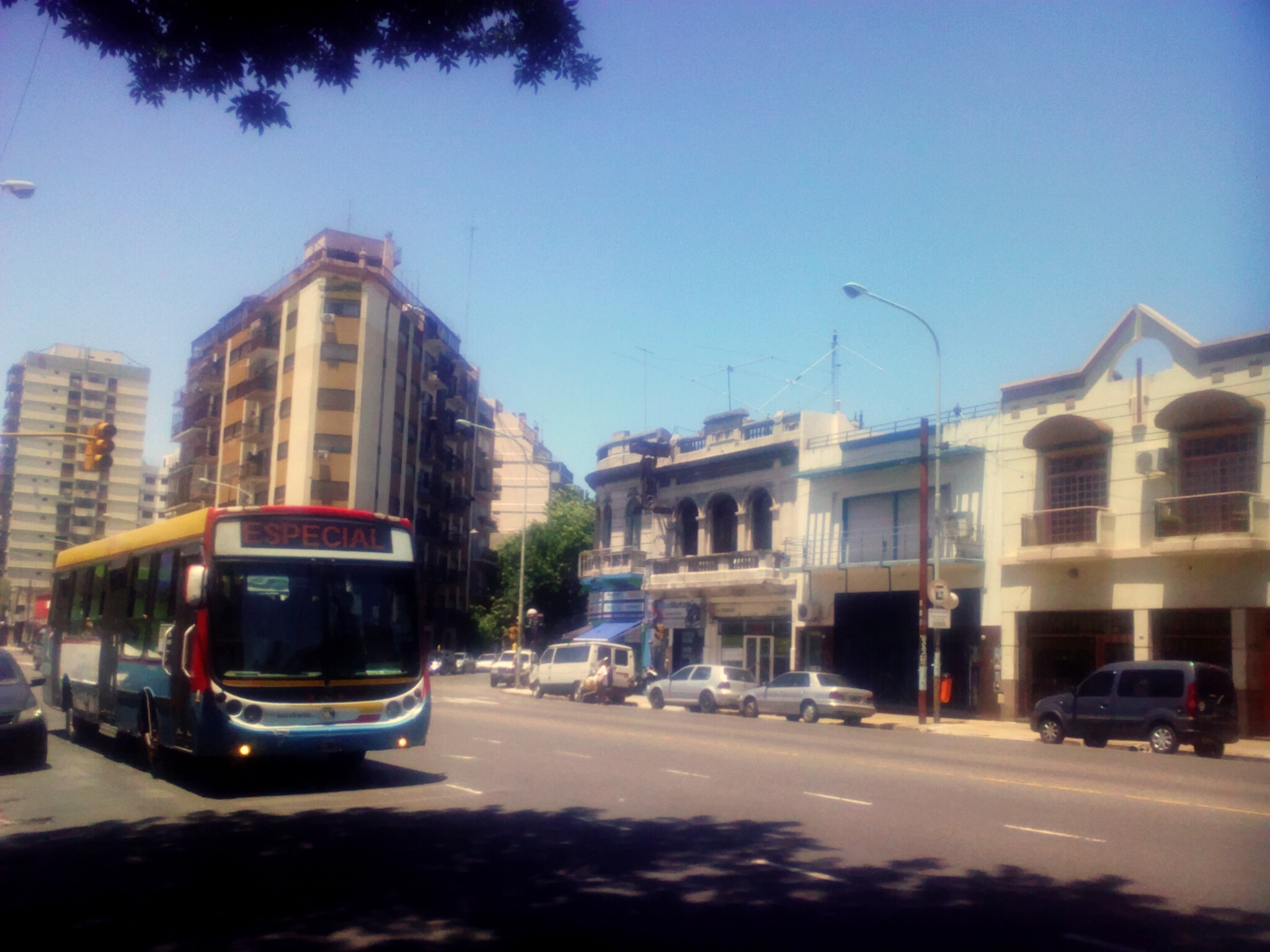
Micro especial en Avenida Rivadavia Liniers
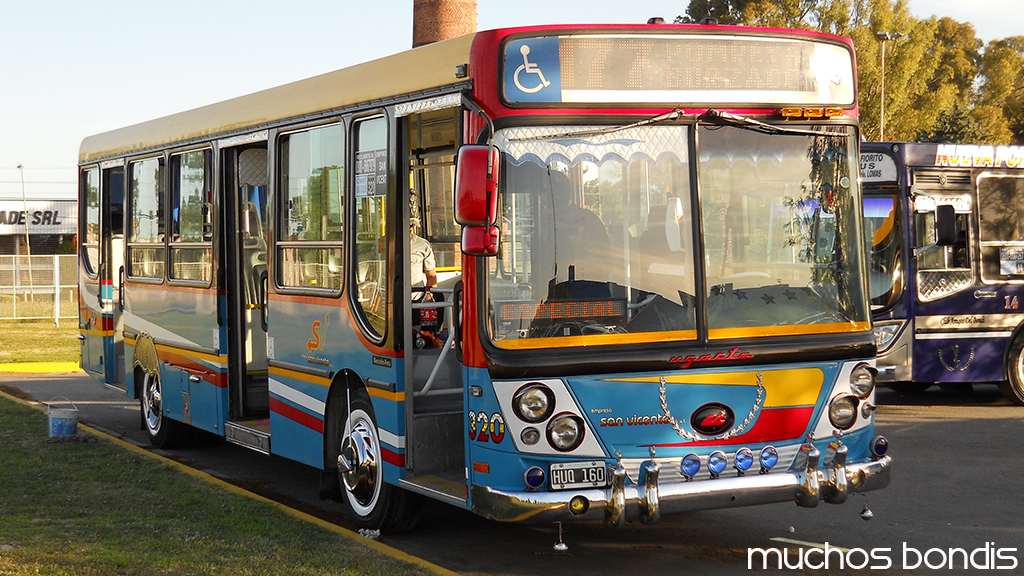
Línea 177
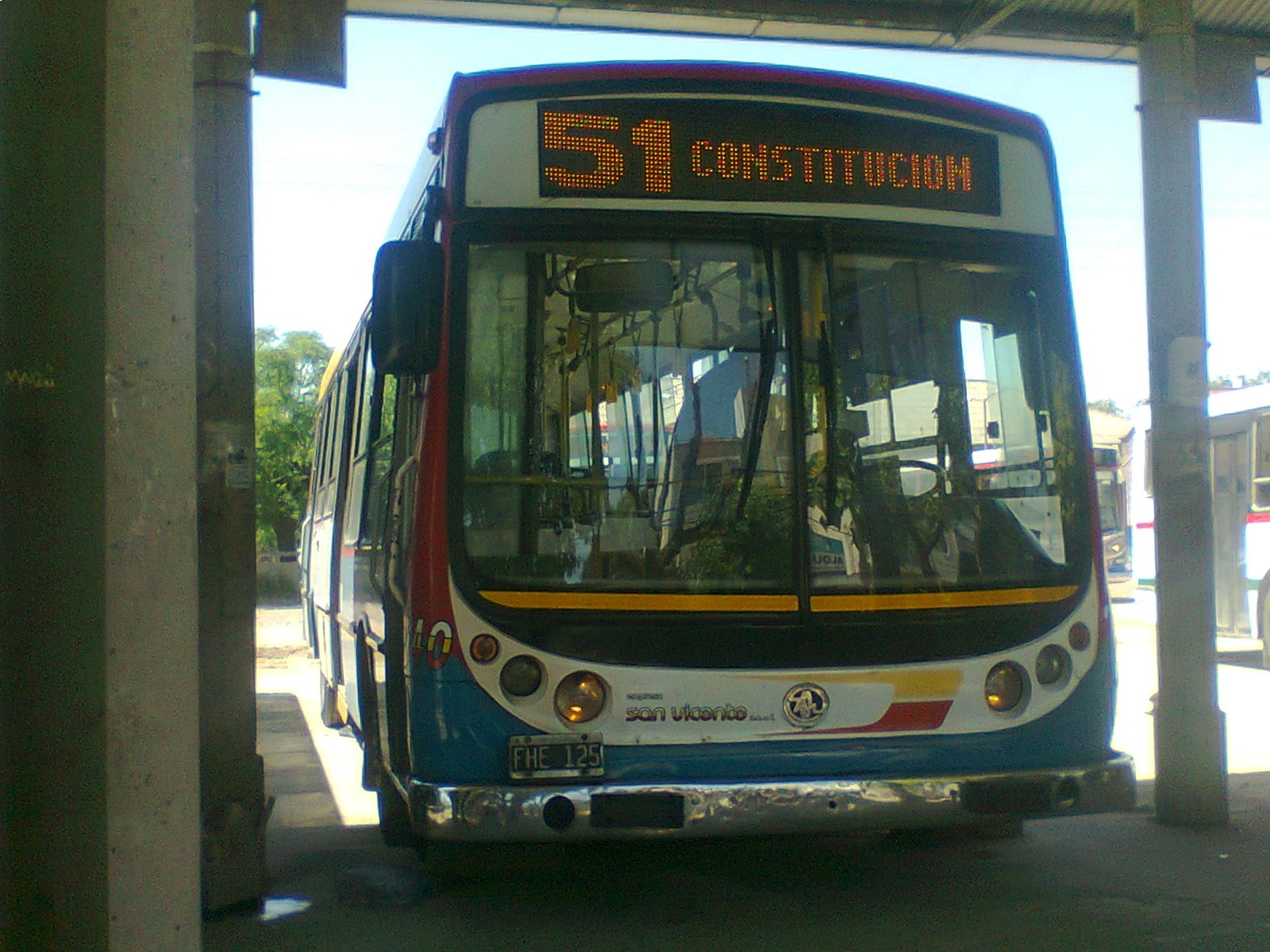
Línea 51
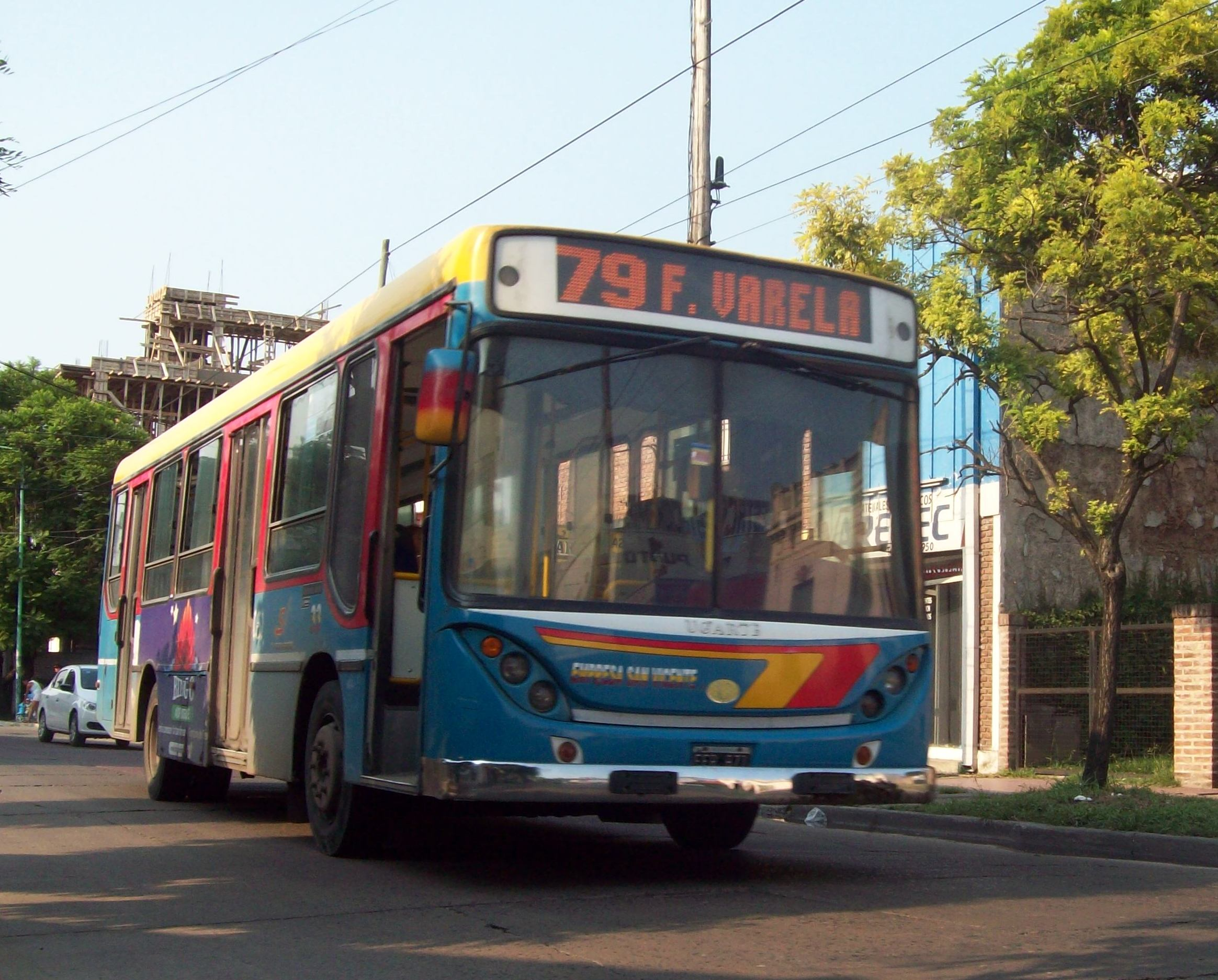
Unidad de la Línea 79 en Florencio Varela